# Jacobello d'Antonio

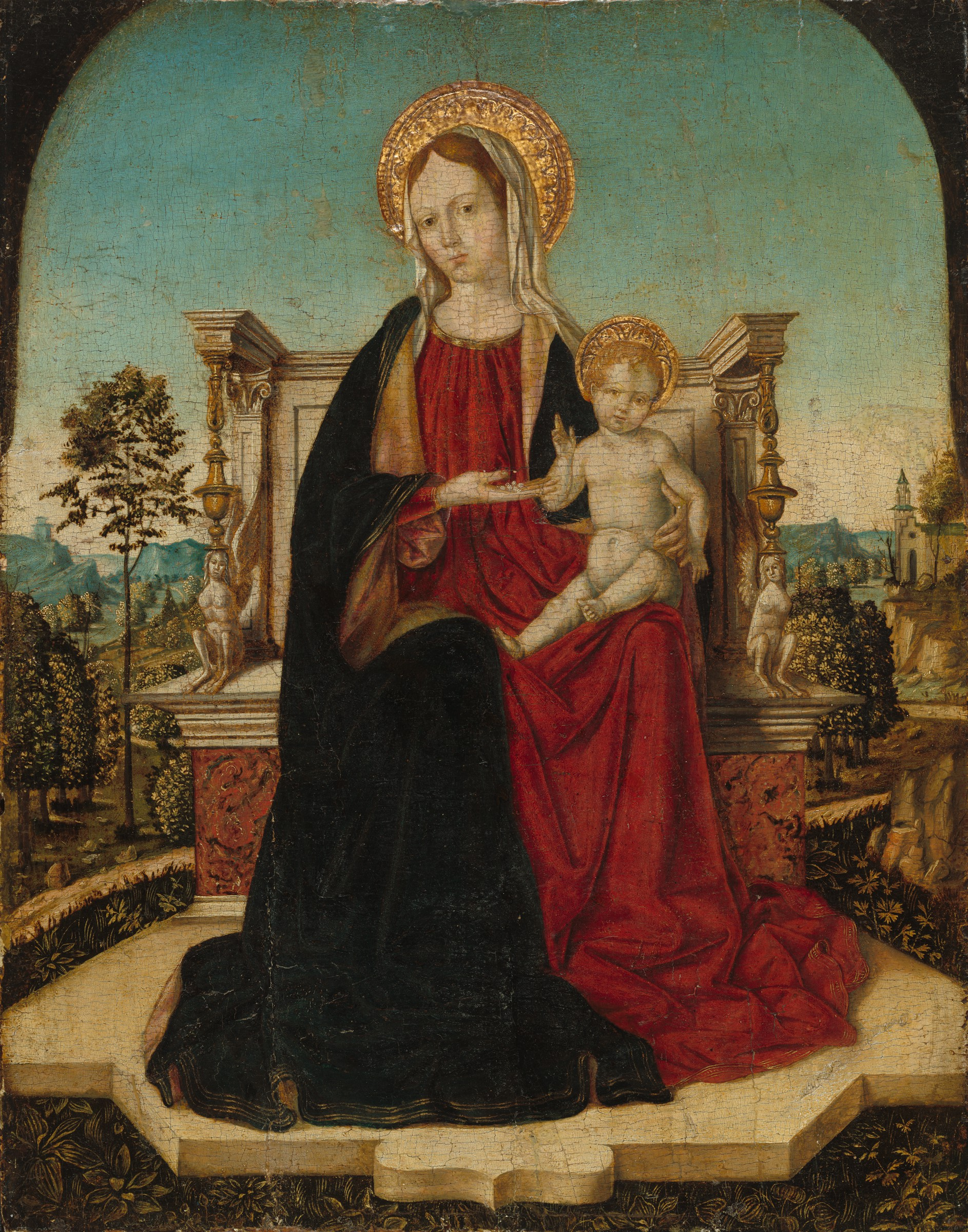
Madonna col Bambino in trono, Harvard Art Museums, Cambridge

Jacopo d'Antonio, o di Antonello, detto Jacobello (... – prima del 1488), è stato un pittore italiano, vissuto nel XV secolo.

## Biografia
Jacobello d'Antonio era figlio di Antonello da Messina di professione pittore, e Giovanna Cuminella, e proprio dal testamento del padre redatto a Messina il 14 febbraio 1479, si hanno le prime notizie biografiche dell'artista. Il documento è stato recuperato solo agli inizi del Novecento, con cui veniva nominato erede universale.
Iacobello fu definito discretus magister, come il padre, titolo che denota affermata professionalità. Egli si impegnò ad ultimare le opere lasciate incompiute dal padre. Nella sua bottega operavano anche degli apprendisti come Zullo Neuta, che rimase al suo servizio per nove anni, e il cugino Antonello de Saliba, detto Risaliba, quattordicenne, con il quale Jacobello sottoscrisse un contratto di quattro anni. Dagli atti notarili di famiglia risulta già deceduto nel 1488.

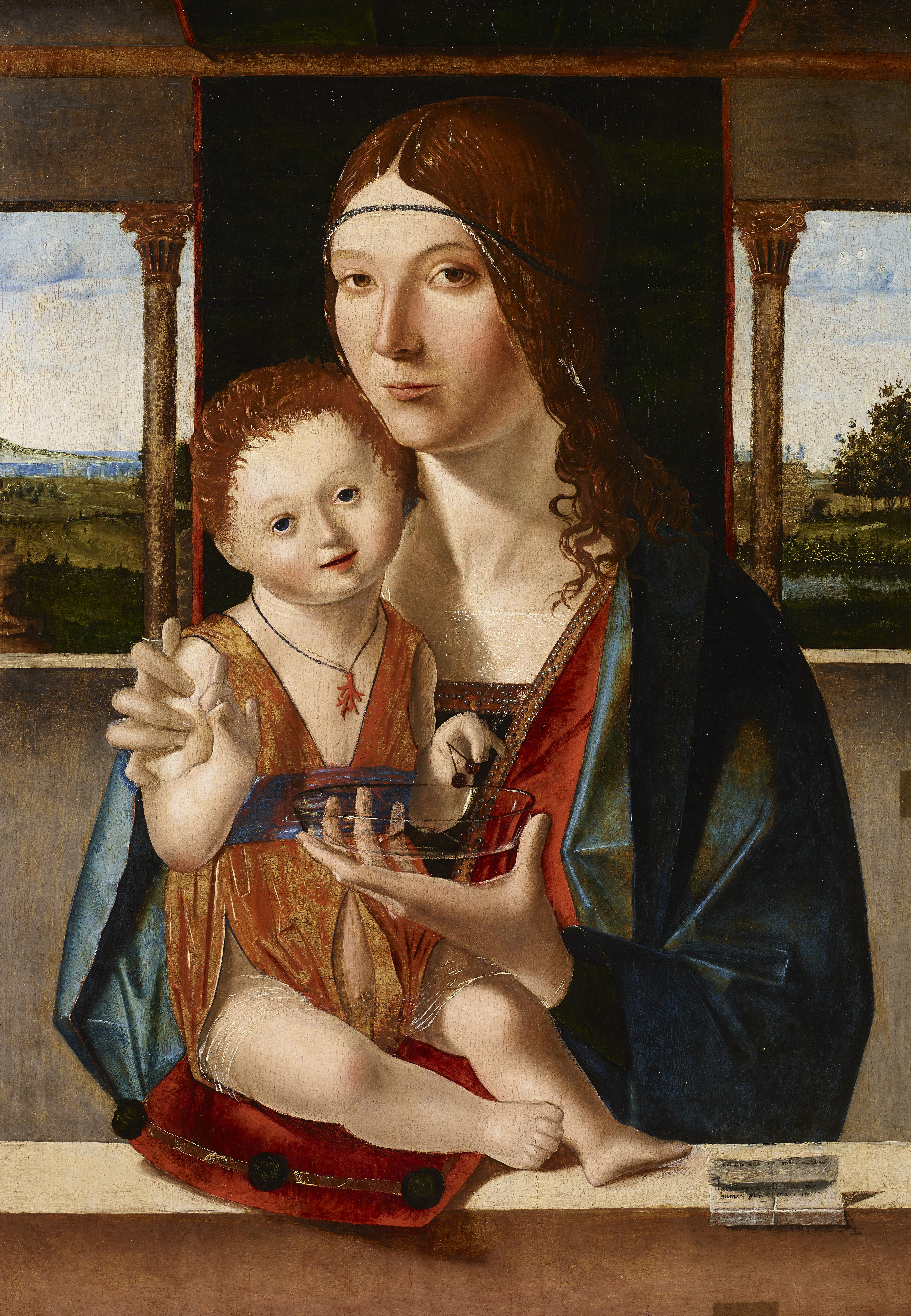
Jacopo d'Antonio, Madonna col Bambino, Accademia Carrara di Bergamo

L'unica opera con attribuzione certa è la Madonna col Bambino, firmata e datata 1480. Ispirata ad un'idea del padre Antonello da Messina, che alcuni studiosi ritengono abbia avviato il dipinto senza portarlo a termine, e che è conservata nella pinacoteca dell'Accademia Carrara di Bergamo.

## Opere

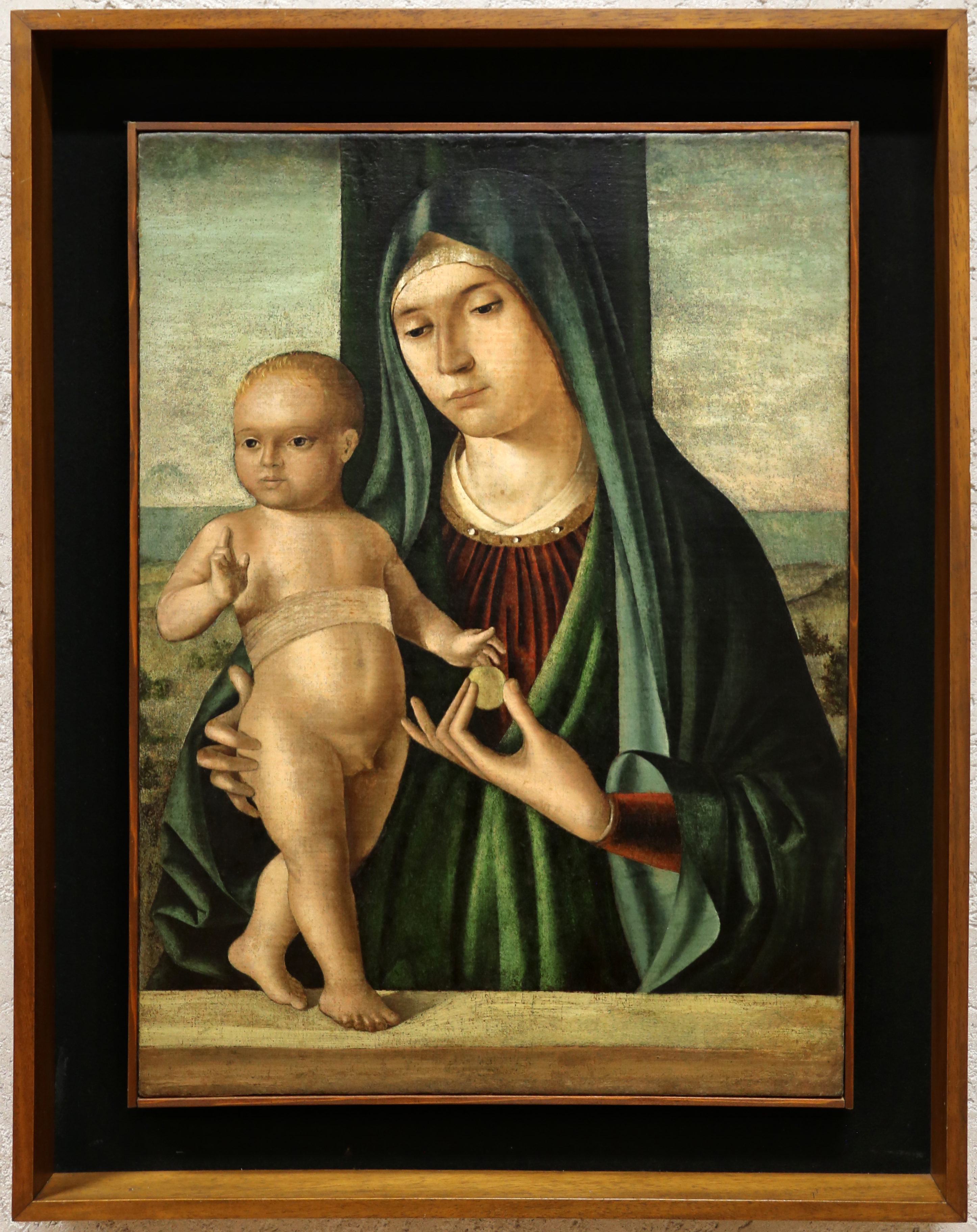
Madonna col Bambino, Museo di Castelvecchio, Verona

- 1480 Madonna con Gesù Bambino, tavola su tempera, Accademia Carrara Bergamo.
- 1480 San Gerolamo Penitente, collezione privata.
- XV secolo, Disputa di San Tommaso, opera documentata nella primitiva chiesa di San Domenico di Messina.[2]
- XV secolo, Madonna degli Angeli (attr.), Santuario di San Francesco di Paola.
- XV secolo, Madonna in trono con bambino e due angeli musicanti (attr.) (257x149 cm) Arcivescovado, Siracusa.